# Torrevelilla
Torrevelilla (la Torre de Vilella en catalán) es una localidad y municipio en la comarca del Bajo Aragón de la provincia de Teruel, en la comunidad autónoma de Aragón, España.

## Geografía

### Flora
Pino, enebro, sabina, carrasca y coscojo, tomillo, romero, espliego o lavanda, té de roca y otras muchas plantas aromáticas y medicinales.

### Fauna
Hay gran variedad de animales en la sierra y en los montes, entre los que se encuentran los tejones, jabalíes, gatos monteses, zorros, ardillas, liebres, conejos, erizos, perdices, lechuzas, urracas, cuervos, buitres, falcónidos, diversas clases de águilas, mirlos, tordos, estorninos, gorriones, y una gran variedad de pájaros cantores y de bello colorido, culebras y víboras, peces en afluente del río Guadalope que desagua en el río Ebro. 
Actualmente tejones, jinetas, martas, búhos gran duque, lechuzas, urogallos, cuervos, buitres, águilas, grajos y gran cantidad y variedad de pájaros cantores y de bello colorido han desaparecido, al igual que cangrejos y peces. El resto de animales se mantiene en poca cantidad.

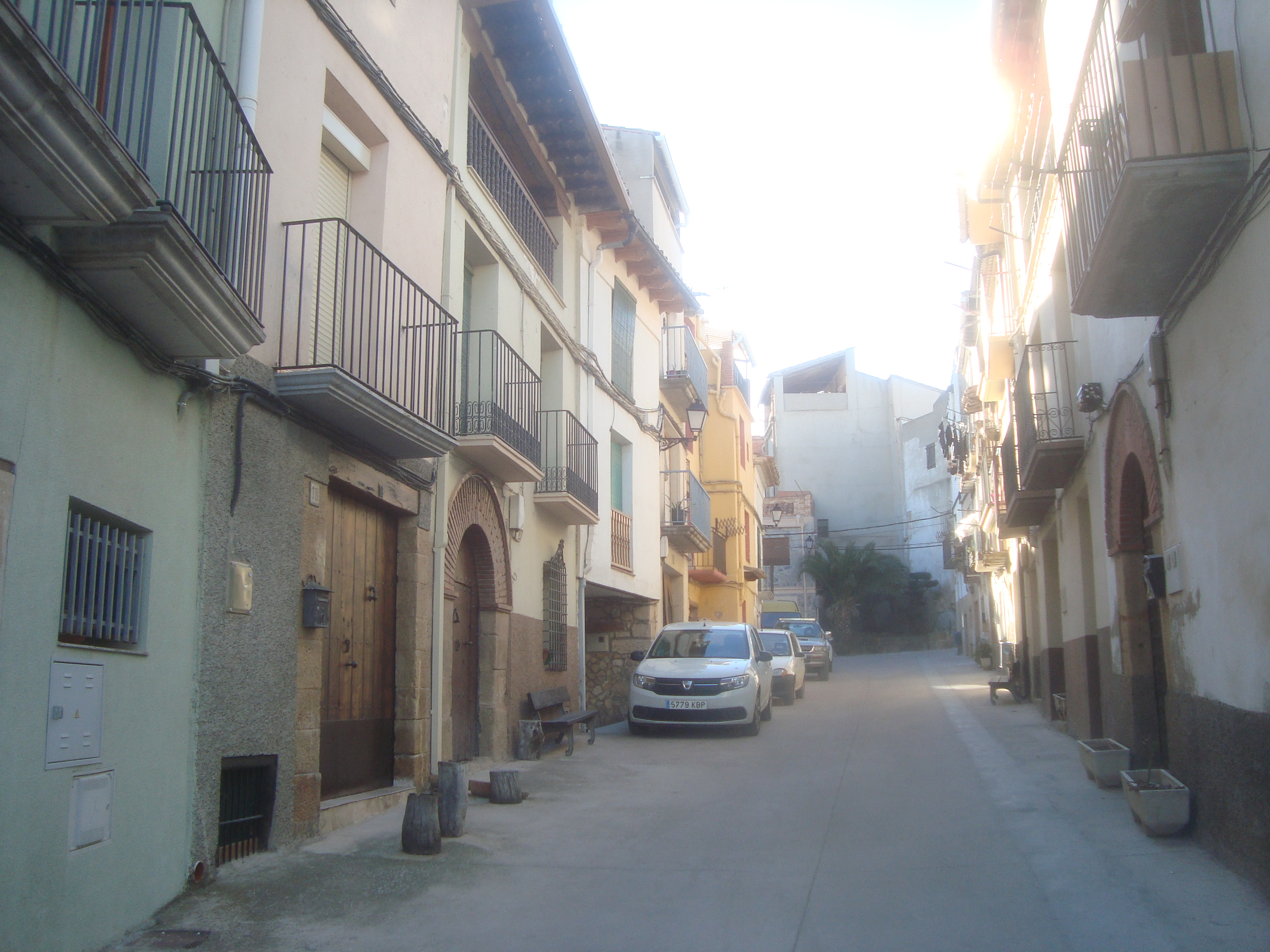
Panorámica urbana

## Historia
Enclavada Torrevelilla en un llano al pie de la sierra de San Marcos, conocida como de La Ginebrosa, cuenta la legendaria tradición oral que fue inicialmente una torre, al parecer agrícola, de un moro llamado Velilla. Pudo ser también una torre de vigilancia o ambas cosas a la vez. Ya llama la atención el nombre o apellido para un mahometano, al que gustó el terreno y se afincó aquí dedicándose en solitario a la agricultura en tan inhóspitos parajes. Por otro lado Velilla es un apellido muy frecuente en el municipio. 
Tan bucólica leyenda fundacional, como todas las leyendas, a no dudar, es posible que encierre un poco o un mucho de verdad. Solo es verosímil, que no verdadera, en la simpleza lógica de su contenido. Es un ejemplo más de la opinión popular emanante del hito histórico que marcó la invasión sarracena que, tras una permanencia de casi 800 años en la península ibérica, eclipsó cualquier otro hecho histórico anterior. Así, antiquísimas construcciones existentes muchísimo antes de la llegada de Tarik y Muza, megalitos prehistóricos e incluso cuevas naturales, era y son «cosas de moros». Por ejemplo, en el nombre étnico Maragatos se quiere ver en su origen «mouros captos», moros capturados o moros apresados. 
Torrevelilla pudo ser, en sus orígenes, una torre agrícola para el abastecimiento de tropas de la Reconquista o de los señores feudales. Regentada por un moro o por un cristiano. se cree que el lugar exacto del comienzo del pueblo, el enclave primero, no sea el que señala la caprichosa y maleable tradición oral en el centro del pueblo, sino en un determinado y más lógico lugar de las afueras. Los estudios arqueológicos y topográficos así parecen indicarlo con más lógica. 

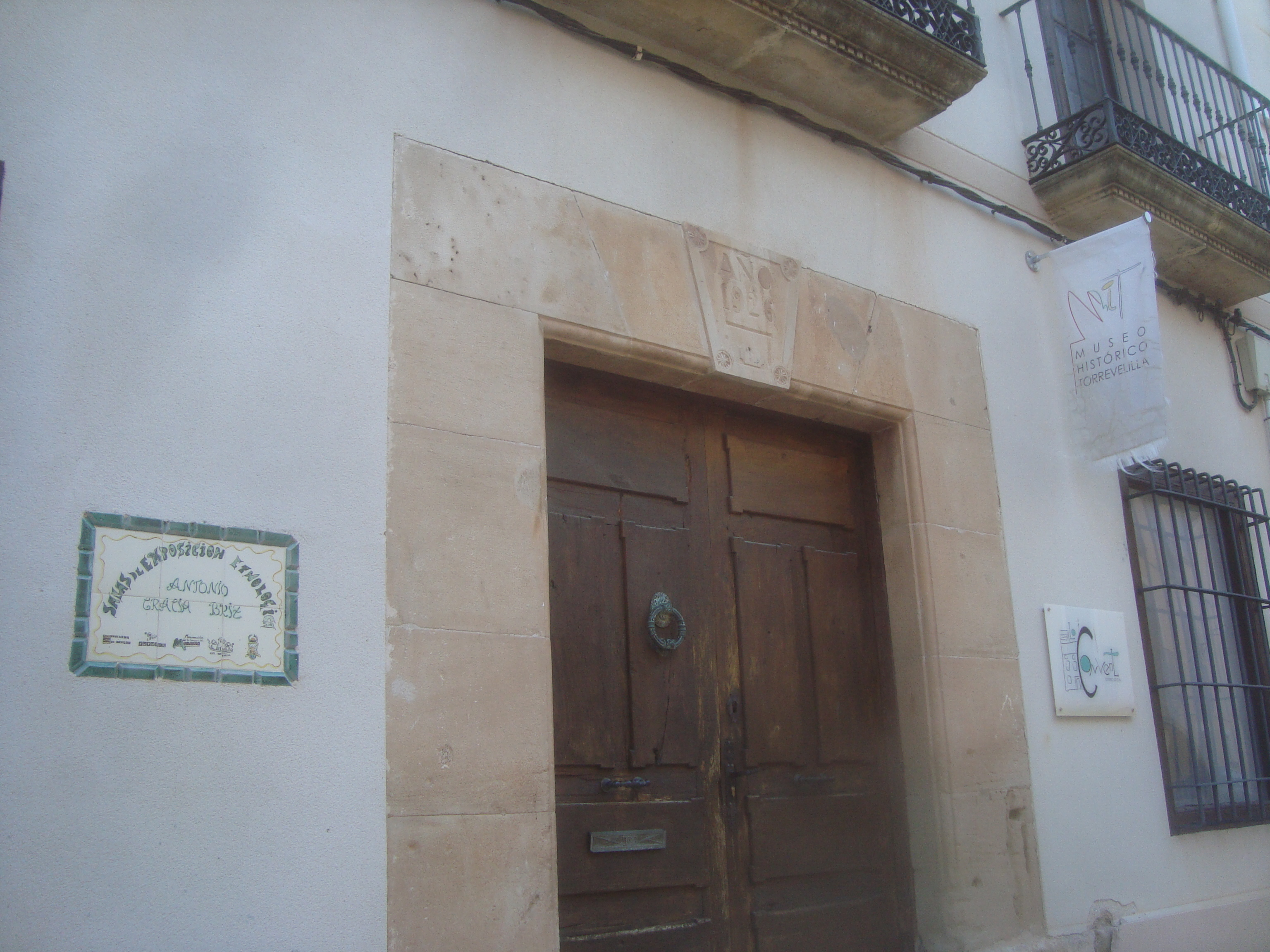
Museo Histórico de Torrevelilla

Su historia está vinculada a la encomienda de la orden de Calatrava que tenía su sede en Alcañiz. En 1179 el rey Alfonso II de Aragón los territorios en los que se asienta Torrevelilla a la orden de Calatrava. En 1414 seguía perteneciendo a la misma orden.
Se cree que el origen del municipio se forma a partir de una propiedad de la familia Velilla alrededor de la cual surge una pequeña aldea. Surgiendo así la Torre de Velilla.
Pronto pasó a depender de la Orden de Calatrava, manteniéndose bajo el control de la encomienda hasta la disolución del régimen señorial. En el siglo XVII consiguió de Felipe III de Aragón un privilegio para tener horno y molino independiente de Castelserás.
En 1611 se constituyó como parroquia y en los archivos parroquiales del siglo XVII, que son los más antiguos que se conservan, dice "Torre de Velilla".
Posteriormente Torrevelilla fue del señorío de Castelserás, perteneciente a los Caballeros Calatravos de Alcañiz, herederos de los Templarios cuando éstos fueron disueltos. 
Carlos III le otorgó a Torrevelilla la Carta Puebla con el rango de Villa Real, por lo que ostenta en su escudo la corona pertinente. Corona que en la fachada de la casa consistorial destruyó la piqueta, en un acto más de necia barbarie, durante la II República.
En 1750 se segrega Castelserás de Alcañiz, junto con esa población, Torrevelilla se segrega y queda dependiente de Castelserás. En 1770, recibió el título de «villa», que fue efectivo a partir del 2 de febrero de 1771, segregándose de Castelserás y manteniendo su independencia como municipio, aunque hasta 1812, no dispondrá de plena jurisdicción propia. En esa fecha el concejo de Torrevelilla se incorpora al régimen general de la nación.
En su pasado Torrevelilla mantuvo litigios con La Codoñera por el territorio situado en la margen derecha del río Mezquín. El litigio tuvo su final en 1855.
Torrevelilla obtuvo la independencia municipal a mediados del siglo XIX, tras un litigio con La Codoñera por cuestiones de límites de término. 
Durante la guerra civil española Torrevelilla fue muy castigada por la aviación y fuertemente hostigada por las fuerzas de ambos bandos, que tuvieron trincheras en las inmediaciones del pueblo. Acabada la contienda, Regiones Devastadas construyó una nueva iglesia parroquial, un grupo de viviendas unifamiliares para agricultores, un cuartel para la Guardia Civil y dos viviendas unifamiliares para médico y maestro.
En cuanto a administración, Torrevelilla ha formado parte, de forma sucesiva, a la Encomienda de Alcañiz de la Orden de Calatrava y al corregimiento de Alcañiz (1711-1833). Se constituye como Ayuntamiento en 1834 y forma parte del partido judicial de Alcañiz.
Sobre la historia del pueblo habla también el Museo Histórico de Torrevelilla: El museo se encuentra ubicado en un edificio construido en el siglo XVIII por los ricos hacendados de la población Miguel Vallés y Bárbara Sanz y que tras posteriores reformas fue donado en el año 1924 por su descendiente doña Pelegrina Vallés Vallés para colegio de monjas. En el año 2008 fue adquirido por el Ayuntamiento de Torrevelilla para destinarlo a centro cultural de la localidad.

## Demografía
Torrevelilla cuenta con una población de 182 habitantes (INE 2024).
| Gráfica de evolución demográfica de Torrevelilla entre 1842 y 2021                                                  |
| |
| Población de derecho según los censos de población del INE Población de hecho según los censos de población del INE |

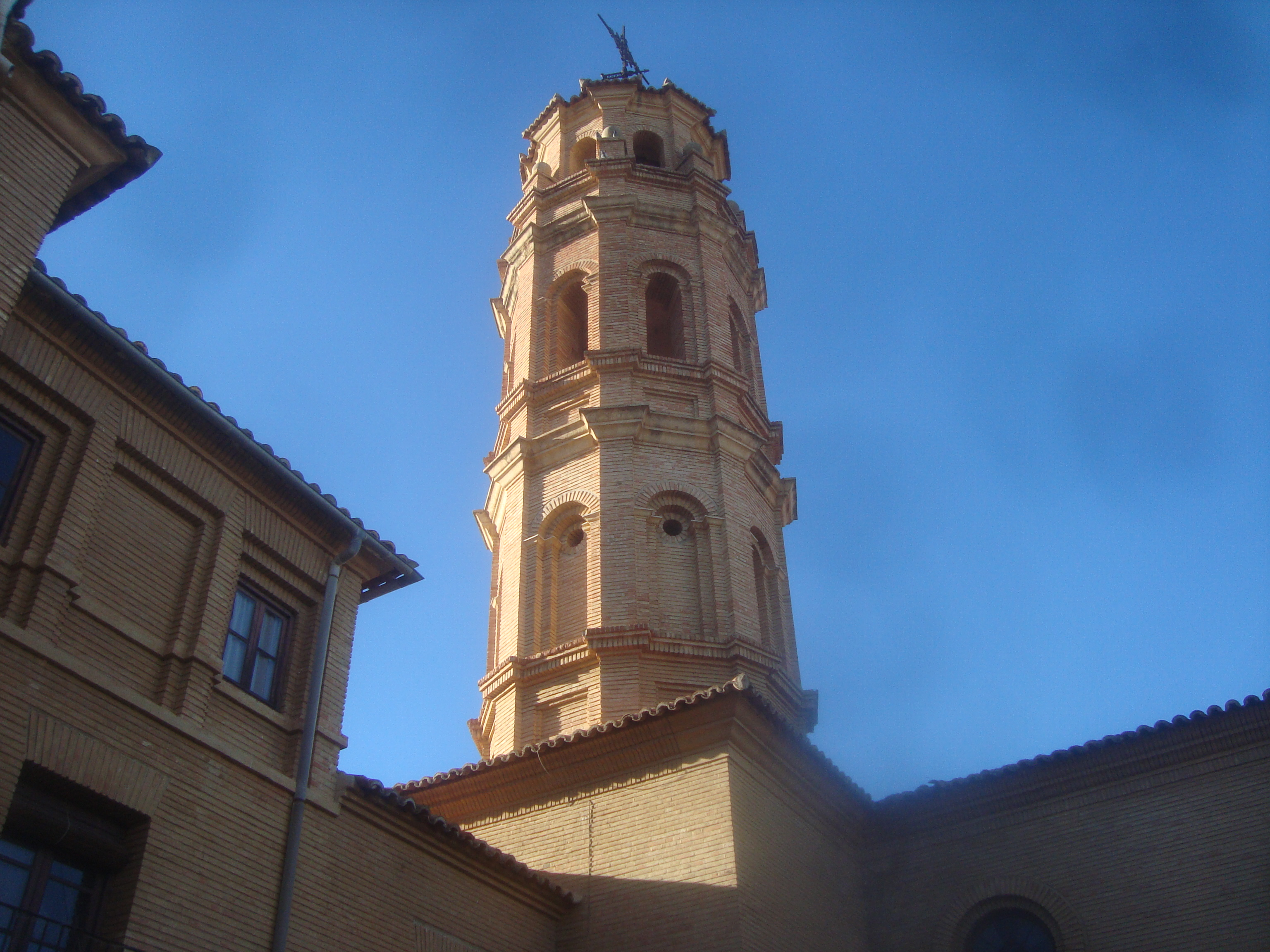
Torre-campanario

Llegó a tener 800 habitantes, y en los años 50 unos 600, cifra que prácticamente se incrementaba hasta un 30 por ciento, o más, durante el periodo de la recolección de aceituna. En 1970, tras la emigración, principalmente a Barcelona y Zaragoza, Torrevelilla tenía 290 habitantes.

### Economía
- Agricultura principal: Olivo, almendro y cereales.
- Ganadería: Porcina, avícola, caprina y ovina.

## Administración y política

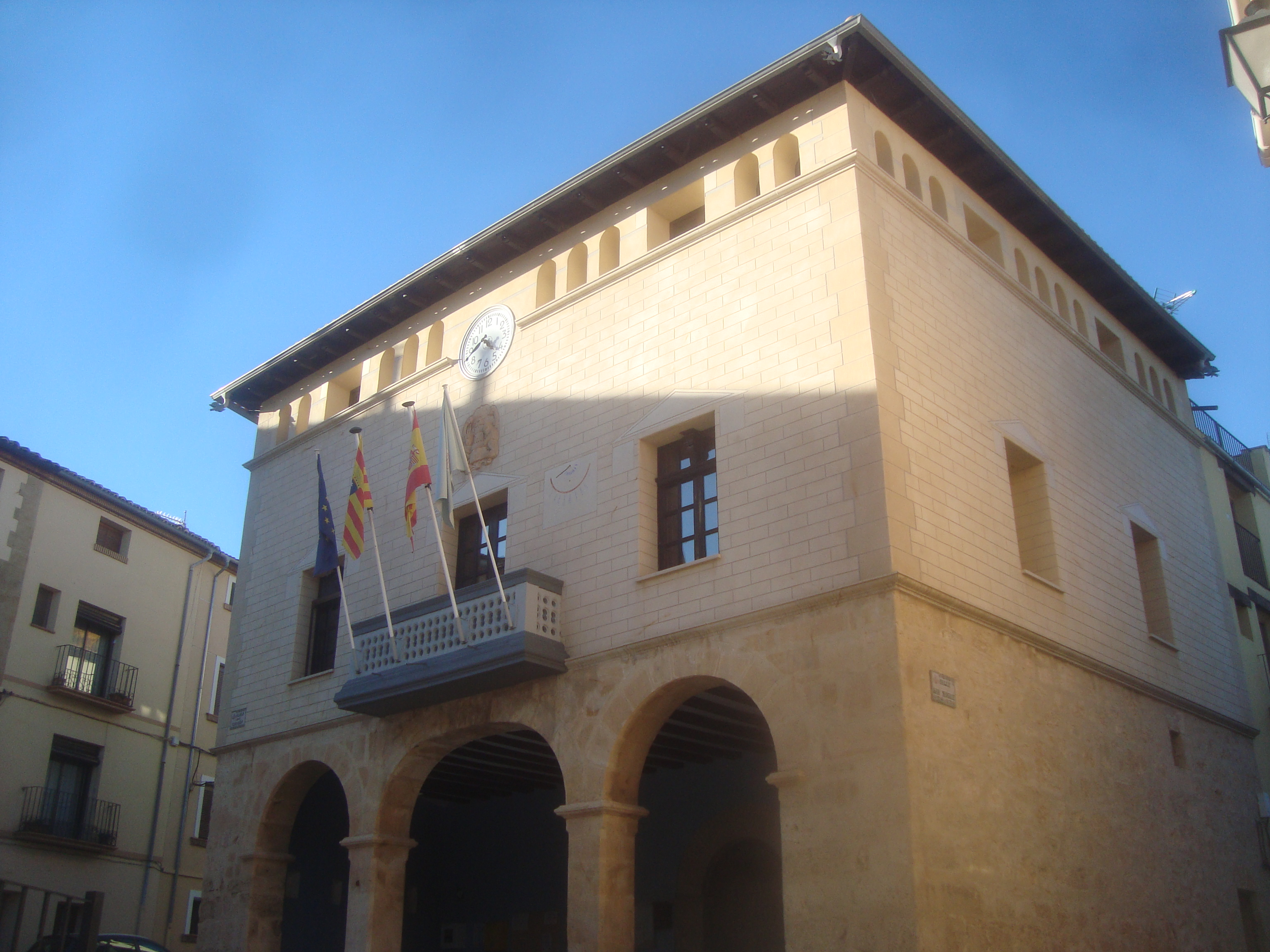
Ayuntamiento de Torrevelilla

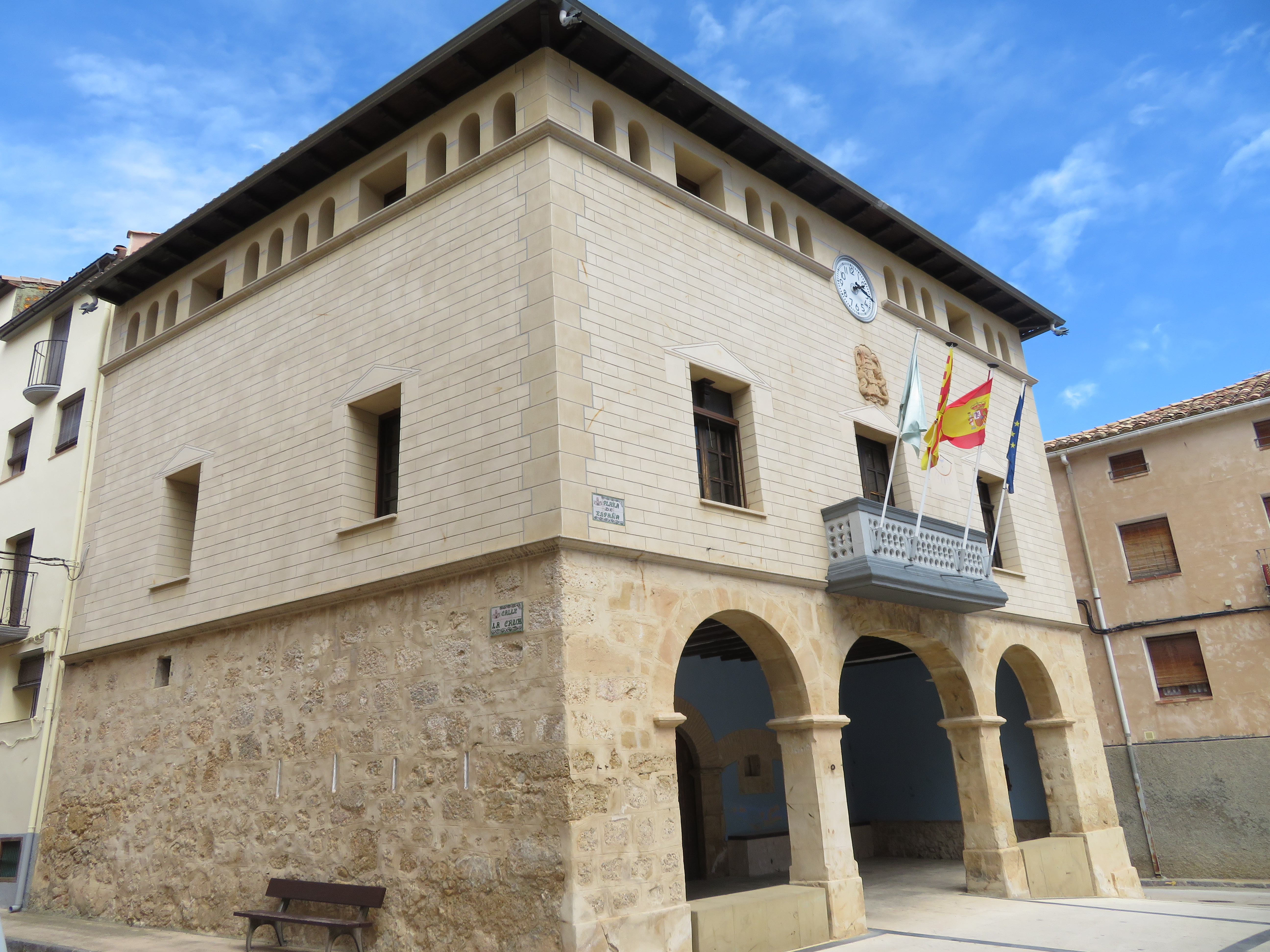
Casa consistorial

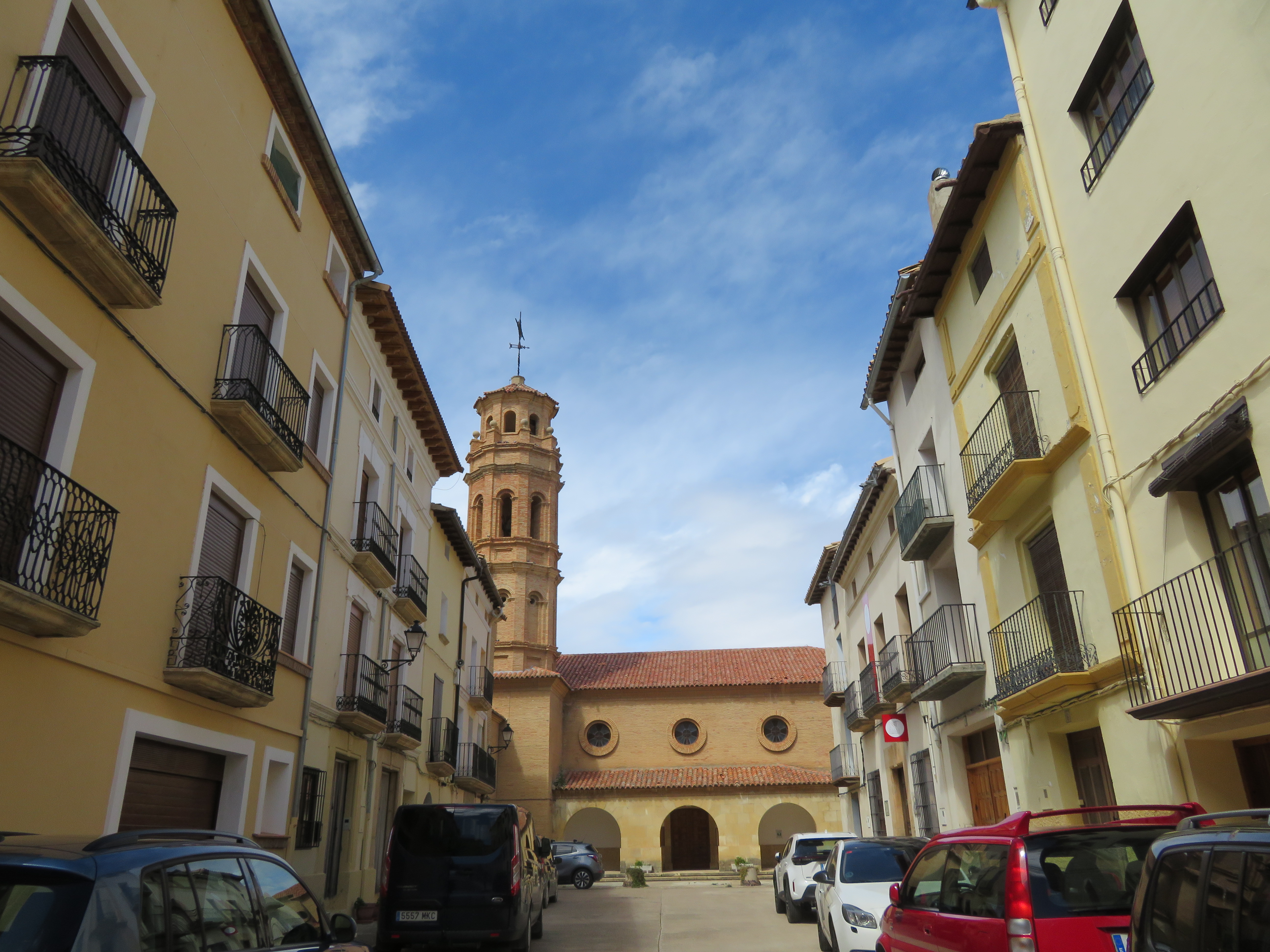
Calle del pueblo

| Período   | Alcalde                         | Partido     |  |
| --------- | ------------------------------- | ----------- |  |
| 1979-1983 | Vicente Menudé Rebullida        | UCD         |  |
| 1983-1987 | Vicente Menudé Rebullida        | PAR         |  |
| 1987-1991 | Vicente Menudé Rebullida        | PAR         |  |
| 1991-1995 | José M. Casanovas Guardia       | PSOE-Aragón |  |
| 1995-1999 | José Miguel Sancho Coma         | PP          |  |
| 1999-2003 | Agustín Ruiz Malumbres          | PP          |  |
| 2003-2007 | Carlos Eugenio Martín Silvestre | PSOE-Aragón |  |
| 2007-2011 | Carlos Eugenio Martín Silvestre | PSOE-Aragón |  |
| 2011-2015 | Carlos Eugenio Martín Silvestre | PSOE-Aragón |  |
| 2015-2019 | Carlos Eugenio Martín Silvestre | PSOE-Aragón |  |
| 2019-     | Carlos Eugenio Martín Silvestre | PSOE-Aragón |  |

| Partido político    | Partido político                                   | 1979   | 1983   | 1987   | 1991   | 1995   | 1999   | 2003   | 2007   | 2011   | 2015   | 2019   |
| Partido político    | Partido político                                   | Ediles | Ediles | Ediles | Ediles | Ediles | Ediles | Ediles | Ediles | Ediles | Ediles | Ediles |
|                     | Partido de los Socialistas de Aragón (PSOE-Aragón) | —      | 1      | 1      | 3      | 1      | 2      | 3      | 4      | 3      | 4      | 5      |
|                     | Partido Aragonés (PAR)                             | —      | 4      | 4      | 2      | 2      | 1      | 1      | 0      | 0      | 1      | —      |
|                     | Partido Popular de Aragón (PP)                     | —      | —      | —      | —      | 2      | 2      | 1      | 1      | 2      | 0      | 0      |
|                     | Chunta Aragonesista (CHA)                          | —      | —      | —      | —      | —      | —      | —      | 0      | —      | 0      | —      |
|                     | Izquierda Unida (IU)                               | —      | —      | —      | —      | —      | 0      | 0      | —      | —      | —      | —      |
|                     | Unión de Centro Democrático (UCD)                  | 3      | —      | —      | —      | —      | —      | —      | —      | —      | —      | —      |
|                     | Agrup. de Vecinos de Torrevelilla                  | 2      | —      | —      | —      | —      | —      | —      | —      | —      | —      | —      |
| Total de concejales | Total de concejales                                | 5      | 5      | 5      | 5      | 5      | 5      | 5      | 5      | 5      | 5      | 5      |

## Cultura

### Lengua
La lengua propia del municipio es un dialecto del catalán, por lo cual pertenece a la llamada Franja de Aragón.

### Fiestas
- Fiestas mayores en honor de sus patronos San Joaquín y San Marcos. Se celebran el sábado, domingo y lunes siguientes a la Asunción o Virgen de Agosto.
- Fiesta en honor de su patrona Santa Quiteria, el 22 de mayo.